# 다정불심
"다정불심"(多情佛心, Tender Heart)은 한국에서 제작된 신상옥 감독의 1967년 영화이다. 김진규 등이 주연으로 출연하였고 신상옥 등이 제작에 참여하였다.

## 출연

### 주연
- 김진규
- 최은희[1]
- 박노식

### 조연
- 장춘언
- 박종설
- 최성호
- 한은진

## 기타
- 원작자: 박종화
- 조명: 김대진
- 미술: 정우택